# Eokochia
Eokochia é um género monotípico de plantas com flores pertencentes à família Amaranthaceae. A única espécie é Eokochia saxicola.
A sua distribuição nativa vai da Itália à Sicília.